# Rain Dogs
Rain Dogs ist das neunte Studioalbum des US-amerikanischen Musikers Tom Waits und erschien im September 1985. Es gilt zusammen mit dem Vorgänger Swordfishtrombones (1983) als das Album, das seinen Wandel vom Kneipen-Jazz-Sänger zum experimentierfreudigen Rockmusiker markiert. Der britische Musikjournalist und Waits-Biograph Barney Hoskyns nannte Rain Dogs einen „Meilenstein der Achtziger“.

## Entstehung
Rain Dogs war das zweite Album einer neuen Schaffensphase von Tom Waits (das erste war das 1983er Swordfishtrombones), in der seine Musik deutlich experimentfreudiger, perkussiver und unkonventioneller wurde als früher. Das Album entstand hauptsächlich in einem Kellerraum an der Ecke Washington und Horatio Street in New York im Herbst 1984. Es war die erste Zusammenarbeit mit zwei Musikern, die auf Waits’ späteren Alben noch häufig zu hören sein sollten – dem Tenorsaxophonisten Ralph Carney und dem Lounge-Lizards-Gitarristen Marc Ribot, den Waits über John Lurie kennengelernt hatte. Lurie hatte wie auch der Rolling-Stones-Gitarrist Keith Richards einen Gastauftritt. In dem 2015 erschienenen Netflix-Dokumentarfilm Keith Richards – Under the Influence von Regisseur Morgan Neville erinnert sich Tom Waits an diese Zusammenarbeit mit Richards: „Er kam mit einem Sattelschlepper und ungefähr 300 Gitarren an. Darauf war ich nicht gefasst. Er hatte auch eine Art Gitarren-Butler dabei, der ihm die Gitarren reichte wie Getränke und Desserts. Das war alles ein bisschen viel für mich.“
Das Lied Hang Down Your Head ist die erste offizielle Zusammenarbeit von Waits und seiner Ehefrau Kathleen Brennan. Die meisten späteren Alben wurden gänzlich von beiden gemeinsam komponiert.
Das Cover-Foto ist ein Ausschnitt der Fotografie Lily and Rose des schwedischen Fotografen Anders Petersen aus dessen Buch Café Lehmitz. Es zeigt einen Mann (Rose) in den Armen einer Frau (Lily). Das Bild entstand Ende der 1960er Jahre im Café Lehmitz in der Nähe der Hamburger Reeperbahn. Das Foto auf der Rückseite des Albums wurde vom Regisseur Robert Frank geschossen, der zu der Zeit noch als Fotograf tätig war.
Ursprünglich sollte das Album Evening Train Wrecks heißen.

## Stil und Thematik
Das Album ist laut Waits wesentlich rhythmischer als der Vorgänger. So soll Michael Blair in dem eröffnenden Singapore auf einer Kommode getrommelt haben. Der Klang der Saxophone (auf Swordfishtrombones hatte Waits auf sie verzichtet) erinnere an den Post Bop von Albert Ayler und Rahsaan Roland Kirk. Als prägend für den charakteristischen Klang des Albums gilt das Gitarrenspiel von Marc Ribot. Die stilistische Spannweite reicht von Balladen (Hang Down Your Head) über Spoken-Word-Stücke wie 9th & Hennepin, Free-Jazz-nahe Instrumentalstücke (Midtown) bis hin zu den perkussiven, Marimba-dominierten Songs des ersten Album-Drittels, die für den späten Waits typisch werden sollten.
Über den Album-Titel sagte Waits, „rain dogs“ seien „… Hobos, Prostituierte, Menschen in Not, diese düstere Menagerie, die ich erschaffe, um mich zu motivieren.“ Laut Barney Hoskyns war „… [d]as große Thema des Albums […] die Betrogenen der Städte – die Verlierer des Lebens, die im Schatten des großen Mammons verkümmern.“ Das Lied Cemetery Polka behandelt die Eigenheiten von Waits’ Verwandten – er bereute im Nachhinein, in dem Song so persönlich geworden zu sein.

## Titelliste
Bis auf die gekennzeichnete Ausnahme stammen alle Songs aus der Feder von Tom Waits.
Seite 1:
1. Singapore – 2:46
2. Clap Hands – 3:47
3. Cemetery Polka – 1:51
4. Jockey Full of Bourbon – 2:45
5. Tango till They're Sore – 2:49
6. Big Black Mariah – 2:44
7. Diamonds & Gold – 2:31
8. Hang Down Your Head (Kathleen Brennan, Tom Waits) – 2:32
9. Time – 3:55
Seite 2:
10. Rain Dogs – 2:56
11. Midtown – 1:00
12. 9th & Hennepin – 1:58
13. Gun Street Girl – 4:37
14. Union Square – 2:24
15. Blind Love – 4:18
16. Walking Spanish – 3:08
17. Downtown Train – 3:53
18. Bride of Rain Dog – 1:07
19. Anywhere I Lay My Head – 2:48

## Besetzung
- Tom Waits – Gesang, Gitarre, Banjo, Harmonium
- Marc Ribot – Gitarren
- Ralph Carney – Tenorsaxophon
- Larry Taylor – Kontrabass
- Greg Cohen – Kontrabass
- Stephen Hodges – Schlagzeug
- Michael Blair – Marimba, Schlagzeug, Perkussion
- Bill Schimmel – Akkordeon
- John Lurie – Altsaxophon
- Keith Richards – E-Gitarre, Gesang
- Robert Quine – Gitarre
- The Uptown Horns – Bläser
- Bobby Previte – Marimba, Perkussion
- Bob Funk – Posaune
- Arno Hecht – Horn, Saxophon
- Ross Levinson – Geige
- Chris Spedding – Gitarre
- Robert Musso – Banjo
- Tony Garnier – Kontrabass
- G.E. Smith – Gitarre
- Tony Levin – Kontrabass
- Robert Kilgore – Orgel
- Mickey Curry – Schlagzeug
- Crispin Cloe – Saxophon

## Rezeption
Das Album wurde überschwänglich rezensiert und ist in zahlreichen Bestenlisten vertreten. Vom Musikexpress erhielt Rain Dogs die Höchstwertung von sechs Sternen. Autor Werner Theurich beschrieb die Musik des Albums als „Rhythmus-Vielfalt zwischen Captain Beefheart und Kurt Weill, melodisch harmonische Strukturen aus Blues, Jazz, Polka, Country und Rhythm & Blues, all das kann keiner so in die Form zwingen wie er.“
Anthony Decurtis von der amerikanischen Ausgabe des Rolling Stone monierte die auch auf Rain Dogs auffällige Tendenz von Waits, „den Abgrund zu romantisieren“ (engl. to romanticize the abyss). Gleichzeitig lobte er einige Songs, sie gehörten zu den besten von Waits, insbesondere Time, Clap Hands, Union Square, Downtown Train und Blind Love.
In der Rezension auf AllMusic schrieb William Ruhlmann über Waits’ Texte auf Rain Dogs:

“Waits’ lyrics here sometimes are imaginative to the point of obscurity, seemingly chosen to fit the rhythms rather than for sense.”

„Waits’ Lyrics sind hier manchmal fantasievoll bis zur Grenze der Obskurität; es scheint als seien sie eher wegen ihres Rhythmus als wegen ihres Sinns gewählt worden.“

Er nannte das Album eines der besten in Waits’ Karriere und versah sie mit der höchstmöglichen Bewertung.
Der anerkannte Musikjournalist Robert Christgau bewertete Rain Dogs mit der Note B+ (entspricht im deutschen Notensystem etwa einer 2+). Er verglich den Klang des Albums mit der Musik der Fake-Jazz-Band Lounge Lizards und begrüßte die Wendung weg von „Suff, Trivialität, Beatnikismus“ (engl. booze, bathos, beatnikism), mit der man die vor-Swordfishtrombones-Periode in Waits’ Karriere assoziiere.
New Musical Express nannte Downtown Train „den größten Song, den Bruce Springsteen nicht geschrieben hat.“
Laut.de bewertete Rain Dogs retrospektiv mit der Höchstwertung von 5 Sternen. Laut Ulf Kubanke ist es das beste Album der 1980er Jahre, obwohl es nichts mit den damals vorherrschenden Trends zu tun hatte.

### Bestenlisten
Rolling Stone wählte Rain Dogs 2003 auf Platz 397, 2012 auf Platz 399 und 2020 auf Platz 357 der 500 besten Alben aller Zeiten. Zudem belegt es Platz 21 der 100 besten Alben der 1980er Jahre.
In der Aufstellung der 500 besten Alben aller Zeiten des New Musical Express erreichte Rain Dogs Platz 105.
Pitchfork wählte Rain Dogs auf Platz 8 der 100 und später auf Platz 42 der 200 besten Alben des Jahrzehnts.
Spin führt es auf Platz 152 der 300 besten Alben aus dem Zeitraum 1985 bis 2014.
Das Album wurde in die 1001 Albums You Must Hear Before You Die aufgenommen.

## Rain Dogsin der Popkultur
Zwei Songs aus Rain Dogs wurden 1986 von Jim Jarmusch in dessen Film Down by Law verwendet, in dem Waits neben John Lurie und Roberto Benigni eine Hauptrolle spielt. Zu Beginn des Films erklingt Jockey Full of Bourbon, am Ende Tango till They’re Sore.
Downtown Train wurde u. a. 1987 von Mary Chapin Carpenter und 1990 von Rod Stewart gecovert. Stewarts Version wurde sehr erfolgreich und erreichte hohe Chart-Plätze.
Die Rockband The Silver Hearts coverte 2005 das komplette Album live.
In den Albumcredits zu seinem Solo-Debüt Talk Is Cheap (1988) nannte Keith Richards die Zusammenarbeit mit Tom Waits eine wichtige Inspiration.
Adrian McKinty nannte 2015 unter Bezug auf Tom Waits einen seiner Kriminalromane Rain Dogs.